# Victor Sjöström
Victor David Sjöström (ˈvɪ̌kːtɔr ˈɧø̂ːstrœm; 20 de setembre de 1879 - 3 de gener de 1960), també conegut als Estats Units com a Victor Seastrom, va ser un director, guionista i actor pioner del cinema suec. Va començar la seva carrera a Suècia, abans de traslladar-se a Hollywood el 1924. Sjöström va treballar principalment en el cinema mut; les seves pel·lícules més conegudes inclouen Körkarlen (1921), He Who Gets Slapped (1924) i The Wind (1928). Sjöström va ser el director més destacat de Suècia a l'"Edat d'Or del cinema mut" a Europa. Més tard a la vida, va tenir el paper principal a Maduixes silvestres (1957) d'Ingmar Bergman (1957).

## Biografia
Va néixer a Årjäng/Silbodal, a la regió de Värmland de Suècia, només tenia un any quan el seu pare, Olof Adolf Sjöström, va traslladar la família a Brooklyn (Nova York). La seva mare va morir el 1886, quan tenia set anys. Sjöström va tornar a Suècia on va viure amb familiars a Estocolm, començant la seva carrera d'actor als 17 anys com a membre d'una companyia de teatre itinerant.
L'escenari el va conduir a la incipient indústria del cinema, va fer la seva primera pel·lícula el 1912 sota la direcció de Mauritz Stiller. Entre 1912 i 1923, va dirigir quaranta-una pel·lícules a Suècia, algunes de les quals ara són perdudes. Les supervivents inclouen Ingmarssönerna (1919), Karin Ingmarsdotter (1920) i Körkarlen (1921), totes basades en històries de la novel·lista guanyadora del Premi Nobel Selma Lagerlöf. Moltes de les seves pel·lícules de l'època estan marcades per una subtil representació de personatges, una bona narració i escenaris evocadors en els quals el paisatge suec sovint té un paper psicològic clau. La qualitat naturalista de les seves pel·lícules es va veure millorada per la seva preferència (aleshores revolucionària) pel rodatge in situ, especialment en entorns rurals i de poble. També és conegut com un pioner de la continuïtat d'edició en el cinema narratiu.
El 1923, Sjöström va acceptar una oferta de Louis B. Mayer per treballar als Estats Units. A Suècia, havia actuat tant en les seves pròpies pel·lícules com en les d'altres, però a Hollywood es va dedicar únicament a la direcció. Amb un nom anglicitzat, Victor Seastrom, va fer la pel·lícula dramàtica Name the Man (1924) basada en la novel·la de Hall Caine, The Master of Man. Va dirigir estrelles de l'època com Greta Garbo, John Gilbert, Lillian Gish, Lon Chaney i Norma Shearer en altres vuit pel·lícules a Amèrica abans de la seva primera talkie el 1930. La seva pel·lícula de 1926 The Scarlet Letter, protagonitzada per Lillian Gish com l'adúltera Hester Prynne, permet a Hester una certa voluptuositat; quan surt de les habitacions nues de la ciutat per a una cita amb el seu amant al bosc verd, es treu desafiament la lletra A escarlata, també es treu la gorra i veiem el seu bonic cabell.
Incòmode amb les modificacions necessàries per dirigir pel·lícules sonores, Victor Sjöström va tornar a Suècia on va dirigir dues pel·lícules més abans del seu darrer esforç de direcció, un drama en anglès filmat al Regne Unit Under the Red Robe (1937). Durant els quinze anys següents, Sjöström va tornar a actuar al teatre, va interpretar una varietat de papers principals en més d'una dotzena de pel·lícules i va ser director d'empresa de Svensk Film Industri. Als 78 anys, va fer la seva darrera interpretació, probablement la millor recordada, com l'ancià professor Isak Borg a la pel·lícula d'Ingmar Bergman Maduixes silvestres (1957) .

## Vida personal
Sjöström es va casar tres vegades. La seva filla era l'actriu Guje Lagerwall (1918-2019).
Victor Sjöström va morir a Estocolm als 80 anys, i va ser enterrat al Norra begravningsplatsen (cementiri del nord).

## Filmografia

### Director
- Ett hemligt giftermål eller Bekännelsen på dödsbädden (1912)
- Trädgårdsmästaren (1912)
- Äktenskapsbyrån (1913)
- Löjen och tårar (1913)
- Lady Marions sommarflirt (1913)
- Blodets röst (1913)
- Livets konflikter (1913)
- Ingeborg Holm (1913)
- Halvblod (1913)
- Miraklet (1913)
- Kärlek starkare än hat eller Skogsdotterns hemlighet (1914)
- Prästen (1914)
- Dömen icke (1914)
- Strejken (1914)
- Bra flicka reder sig själv (1914)
- Gatans barn (1914)
- Högfjällets dotter (1914)
- Hjärtan som mötas (1914)
- En av de många (1915)
- Sonad skuld (1915)
- Det var i maj (1915)
- Landshövdingens döttrar (1915)
- Skomakare, bliv vid din läst (1915)
- I prövningens stund (1915)
- Judaspengar (1915)
- Skepp som mötas (1916)
- Havsgamar (1916)
- Hon segrade (1916)
- Dödskyssen (1916)
- Therèse (1916)
- Terje Vigen (1917)
- Tösen från Stormyrtorpet (1917)
- Berg-Ejvind och hans hustru (1918)
- Ingmarssönerna (1919)
- Hans nåds testamente (1919)
- Klostret i Sendomir (1920)
- Karin Ingmarsdotter (1920)
- Mästerman (1920)
- Körkarlen (1921)
- Vem dömer (1922)
- Det omringade huset (1922)
- Eld ombord (1923)
- Name the Man (1924)
- He Who Gets Slapped (1924)
- Confessions of a Queen (1925)
- The Tower of Lies (1925)
- The Scarlet Letter (1926)
- The Divine Woman (1928)
- The Masks of the Devil (1928)
- The Wind (1928)
- A Lady to Love (1930)
- Väter und Söhne (1930)
- Markurells i Wadköping (Markurells i Wadköping, Father and Son, Vater und Sohn) (1931)
- Under the Red Robe (1937)

### Actor
- De svarta maskerna (1912) - Tinent von Mühlen
- I lifvets vår (1912) - Cyril Alm
- Blodets röst (1913) - Daniel Barkner
- Livets konflikter (1913) - Otto Berner
- För sin kärleks skull (1914) - Borgen
- Strejken (1914) - Karl Bernsson / Gustav Bernsson
- Dödskyssen (1916) - Òveringenjör Weyler / Ingenjör Lebel
- Terje Vigen (1917) - Terje Vigen
- Thomas Graals bästa barn (1917) - Thomas Graal
- Berg-Ejvind och hans hustru (1918) - Outlaw / Kári
- Ingmarssönerna (1919) - Lill Ingmar Ingmarsson
- Karin Ingmarsdotter (1920) - Ingmar
- Mästerman (1920) - Sammel Eneman
- Körkarlen (1921) - David Holm
- Det omringade huset (1922) - Captain Davies
- Eld ombord (1923) - Dick
- Brokiga blad (1931) - Sjöström, director (no acreditat)
- Markurells i Wadköping (1931) - Markurell
- Synnöve Solbakken (1934) - Sämund - Sæmund
- Valborgsmässoafton (1935) - Frederik Bergström, Editor
- John Ericsson - segraren vid Hampton Roads (1937) - John Ericsson
- Gubben kommer (1939) - Carl-Henrik de Grévy, 'Gubben'
- Mot nya tider (1939) - Hjalmar Branting
- Striden går vidare (1941) - Andreas Berg
- Det brinner en eld (1943) - Henrik Falkman
- Ordet (1943) - Knut Borg Sr.
- Kejsarn av Portugallien (1944) - Jan i Skrolycka
- Rallare (1947) - Stora Ballong
- Jag är med eder... (1948) - Vicari
- Farlig vår (1949) - P. Bladh, antiques dealer
- Till glädje (1950, dirigida per Ingmar Bergman) - professor Sönderby
- Kvartetten som sprängdes (1950) - Gustaf Borg
- Hård klang (1952) - Klaus Willenhart
- Kärlek (1952) - Bisbe
- Männen i mörker (1955) - Gustaf Landberg
- Smultronstället (1957, dirigida per Ingmar Bergman) com el Dr. Eberhard Isak Borg (darrer paper)